# Новогомельське
Нового́мельське — село в Україні, у Кетрисанівській сільській громаді Кропивницького району Кіровоградської області. Населення становить 204 осіб.

## Населення
Згідно з переписом УРСР 1989 року чисельність наявного населення села становила 238 осіб, з яких 116 чоловіків та 122 жінки.
За переписом населення України 2001 року в селі мешкали 204 особи.

### Мова
Розподіл населення за рідною мовою за даними перепису 2001 року:
| Мова       | Відсоток |
| ---------- | -------- |
| українська | 99,02 %  |
| російська  | 0,49 %   |
| інші       | 0,49 %   |